# Smijeh
Smijeh je nevoljna reakcija na određene vanjske ili unutarnje podražaje. Smijeh mogu pobuditi aktivnosti poput škakljanja, humorističnih priča ili misli. Najčešće se smatra vizualnom ekspresijom mnogih pozitivnih emocionalnih stanja poput radosti, veselja, sreće, olakšanja itd. U nekim pak prilikama može biti uzrokovan suprotnim emocionalnim stanjima poput sramote, isprike ili zbunjenosti ("nervozni smijeh") ili udvornog smijeha. Čimbenici poput dobi, spola, obrazovanja, jezika i kulture determinantni su čimbenici za to da li će neka osoba iskusiti smijeh u određenoj situaciji.
Smijeh je dio čovječjeg ponašanja regulirana mozgom koje pomaže ljudima razjasniti njihove namjere u socijalnoj interakciji i pruža emocionalan kontekst konverzacijama. Smijeh se rabi kao signal pripadnosti nekoj grupi — on signalizira prihvaćenost i pozitivne interakcije s drugima. Smijeh se ponekad doživljava zaraznim, a smijeh neke osobe može sam izazvati smijeh u drugih kao pozitivnu povratnu spregu. Popularnost snimaka smijeha u televizijskim komedijama situacije može se dijelom pripisati ovome.
Proučavanje humora i smijeha te njihovih psiholoških i fizioloških učinaka na čovječje tijelo zove se gelotologija.

## Narav
Kaže se da se djeca smiju znatno češće od odraslih: prosječno dijete nasmije se 300-400 puta dnevno u usporedbi s odraslim koji se nasmije samo 15-20 puta dnevno; ipak citirani članak, koji je napisao jedan od dvojice vrhunskih istraživača humora u svijetu, izriče da ne postoji stvarna osnova za ovakvu tvrdnju.

## Više informacija
- smrt od smijeha
- zlobni smijeh
- geolotologija
- smijeh u životinja
- joga smijeha
- nervozni smijeh
- paradoksalni smijeh
- patološko smijanje i plakanje

## Preporučena literatura
- Bachorowski, J.-A., Smoski, M.J., & Owren, M.J. The acoustic features of human laughter. Journal of the Acoustical Society of America, 110 (1581) 2001
- Bahtin, Mihail. 1941. Rabelais and His World. Indiana University Press. Bloomington. ISBN 0-253-34830-7
- Chapman, Antony J.; Foot, Hugh C.; Derks, Peter (urednici),  Humor and Laughter: Theory, Research, and Applications, Transaction Publishers, 1996. ISBN 1-56000-837-7. Books.google.com
- Cousins, Norman, Anatomy of an Illness As Perceived by the Patient, 1979.
- Davila-Ross, M., Allcock, B., Thomas, C. i Bard K. A. (2011.) Aping expressions? Chimpanzees produce distinct laugh types when responding to laughter of others. Emotion DOI:10.1037/a0022594
- Fried, I., Wilson, C.L., MacDonald, K.A., and Behnke EJ. Electric current stimulates laughter. Nature, 391:650, 1998 (vidi pacijent A. K.)
- Goel, V. & Dolan, R. J. The functional anatomy of humor: segregating cognitive and affective components. Nature Neuroscience 3, 237 - 238 (2001).
- Greig, John Young Thomson, The Psychology of Comedy and Laughter, New York, Dodd, Mead and company, 1923.
- Marteinson, Peter, On the Problem of the Comic: A Philosophical Study on the Origins of Laughter  Arhivirana inačica izvorne stranice od 16. srpnja 2020. (Wayback Machine), Legas Press, Ottawa, 2006. utoronto.ca
- Miller M, Mangano C, Park Y, Goel R, Plotnick GD, Vogel RA.Impact of cinematic viewing on endothelial function.Heart. 2006. veljača; 92(2):261-2.
- Provine, R. R., Laughter. American Scientist, V84, 38:45, 1996. ucla.edu
- Quentin Skinner. 2004. Hobbes and the Classical Theory of Laughter (PDF). Inačica izvorne stranice (PDF) arhivirana 18. listopada 2012. Pristupljeno 7. siječnja 2014. journal zahtijeva |journal= (pomoć) uključeno u knjigu: Sorell, Tom; Foisneau, Luc. 2004. 6. Leviathan After 350 Years. Oxford University Press. str. 139–66. ISBN 0-19-926461-9. Inačica izvorne stranice (PDF) arhivirana 28. lipnja 2011. Pristupljeno 7. siječnja 2014.
- Raskin, Victor, Semantic Mechanisms of Humor (1985).
- MacDonald, C., "A Chuckle a Day Keeps the Doctor Away: Therapeutic Humor & Laughter"  Journal of Psychosocial Nursing and Mental Health Services(2004) V42, 3:18-25. psychnurse.org
- Kawakami, K., et al., Origins of smile and laughter:  A preliminary study  Arhivirana inačica izvorne stranice od 28. rujna 2011. (Wayback Machine) Early Human Development (2006) 82, 61-66. kyoto-u.ac.jp
- Johnson, S., Emotions and the Brain Discover (2003) V24, N4. discover.com
- Panksepp, J., Burgdorf, J.,"Laughing" rats and the evolutionary antecedents of human joy? Physiology & Behavior (2003) 79:533-547. psych.umn.edu
- Milius, S., Don't look now, but is that dog laughing? Science News (2001) V160 4:55. sciencenews.org
- Simonet, P., et al., Dog Laughter: Recorded playback reduces stress related behavior in shelter dogs 7th International Conference on Environmental Enrichment (2005). petalk.org
- Discover Health (2004) Humor & Laughter:  Health Benefits and Online Sources  Arhivirana inačica izvorne stranice od 9. prosinca 2006. (Wayback Machine), helpguide.org
- Klein, A. The Courage to Laugh: Humor, Hope and Healing in the Face of Death and Dying. Los Angeles, CA: Tarcher/Putman, 1998.
- Ron Jenkins Subversive laughter (New York, Free Press, 1994), 13ff
- Bogard, M. Laughter and its Effects on Groups. New York, New York: Bullish Press, 2008.
- Humor Theory. The formulae of laughter by Igor Krichtafovitch, Outskitspress, 2006, ISBN 978-1-59800-222-5
- Hans-Georg Moeller und Günter Wohlfart (Hrsg.): Laughter in Eastern and Western Philosophies. Verlag Karl Alber, Freiburg / München 2010. ISBN 978-3-495-48385-5

## Vanjske poveznice
- The Origins of Laughter  Arhivirana inačica izvorne stranice od 16. srpnja 2020. (Wayback Machine), chass.utoronto.ca
- Human laughter up to 16 million years old  Arhivirana inačica izvorne stranice od 17. rujna 2012. (Wayback Machine), cosmosmagazine.com
- More information about Gelotology from the University of Washington, faculty.Washington.edu
- WNYC's Radio Lab radio show: Is Laughter just a Human Thing?, wnyc.org
- Transcriptions of laughter, writtensound.com
- Recordings of people laughing, 99 audiozapisa čovječjeg smijeha
- Comprehensive summary of research on the benefits of laughter  Arhivirana inačica izvorne stranice od 1. prosinca 2017. (Wayback Machine)